# Witold Tyloch
Witold Tyloch (ur. 16 marca 1927 w Chojnicach, zm. 23 sierpnia 1990 w Warszawie) – polski religioznawca i qumranista. Profesor Uniwersytetu Warszawskiego. Specjalista w zakresie rękopisów hebrajskich znad Morza Martwego, semitystyki (głównie hebraistyki) i judaistyki.

## Życiorys
Był duchownym rzymskokatolickim. W 1956 ukończył studia magisterskie na Wydziale Teologicznym Katolickiego Uniwersytetu Lubelskiego (KUL), broniąc pracę magisterską Sługa Jahwe a Mistrz sprawiedliwości. Tam w 1958 obronił także pracę doktorską Sługa Jahwe w świetle dokumentów z Qumran napisaną pod kierunkiem Eugeniusza Dąbrowskiego.
Po odejściu z kapłaństwa, od 1959 pracował na Uniwersytecie Warszawskim, od 1960 jako adiunkt w Katedrze Semitystyki w Instytucie Orientalistycznym UW. W 1969 uzyskał stopień doktora habilitowanego na podstawie pracy Aspekty społeczne gminy z Qumran w świetle rękopisów znad Morza Martwego i tekstów autorów starożytnych. Od 1969 do 1973 kierował Zakładem Afrykanistyki i Semitystyki (zastąpił Stefana Strelcyna), od 1979 do 1990 Zakładem Starożytnego Wschodu i Hebraistyki. W latach 1970–1975 był prodziekanem Wydziału Filologii Obcych UW. W 1975 uzyskał tytuł profesora nadzwyczajnego, w 1983 tytuł profesora zwyczajnego.
Jego najważniejsze prace naukowe dotyczyły qumranistyki. Był uważany za wybitnego znawcę tej tematyki w Polsce oraz za jednego z najlepszych znawców problematyki społecznej w rękopisach z Qumran na świecie. W 1963 opublikował pracę Rękopisy z Qumran nad Morzem Martwym, która stała się w Polsce podstawowym podręcznikiem tej tematyki, zawierała też przekład Reguły Zrzeszenia, Reguły Całego Zgromadzenia, Dokumentu Damasceńskiego, Reguły Wojny, Księgi Hymnów i Komentarza do Proroctw Habakuk. Dalsze tłumaczenia opublikowanych rękopisów zamieszczał w kolejnych latach w piśmie Euhemer (były to m.in. Zwój Świątynny, Aramejski Apokryf Księgi Rodzaju oraz odnalezione w grocie 4 Florilegium, Zbiór tekstów mesjańskich, Peszery Nahum, Komentarz do Psalmu 37 i Midrasz eschatologiczny Malkizedek). W 1968 opublikował książkę Aspekty społeczne gminy z Qumran w świetle rękopisów znad Morza Martwego i tekstów autorów starożytnych. W swoich pracach opowiadał się za poglądem, że rękopisy były dziełem wspólnoty esseńskiej, uznawał także poglądy esseńczyków za podstawowe źródło chrześcijaństwa. Jego stanowisko w okresie PRL było wykorzystywane dla pokazania naturalnego (a nie nadprzyrodzonego) pochodzenia doktryny chrześcijaństwa i było przedmiotem polemik z udziałem teologów i biblistów katolickich. W środowiskach kościelnych w Polsce dorobek W. Tylocha już po jego śmierci dowartościował ks. Stanisław Mędala, który doprowadził do wznowienia Rękopisów z Qumran nad Morzem Martwym. W edycjach z 1997 i 2001 znalazły się także tłumaczenia rozproszone, opublikowane wcześniej w prasie naukowej.
Na UW wykładał historię literatury hebrajskiej, historię Żydów i starożytnego Izraela oraz dzieje judaizmu, prowadził też zajęcia z języka hebrajskiego. Zajmował się gramatyką porównawczą języków semickich, problematyką literacką Starego Testamentu oraz tekstami z Ugarit Był autorem książek Gramatyka języka hebrajskiego (1980), Odkrycia w Ugarit a Stary Testament (1980), Dzieje ksiąg Starego Testamentu. Szkice  krytyki biblijnej (1981) oraz Judaizm (1987), Bogowie czterech stron świata (1988), Opowieści mędrców Talmudu (wyd. pośmiertnie 1993). W refleksji religioznawczej odwoływał się do metodologii marksistowskiej i stanowisko to podtrzymywał do końca lat 80..
W latach 80. był współautorem (razem z Zenonem Kaweckim) programu nauczania w szkołach średnich religioznawstwa, w którym odwoływano się do założeń naukowego ateizmu oraz podręcznika Wybrane problemy religioznawstwa zatwierdzonego jako materiał pomocniczy dla uczniów IV klas szkół średnich liceów ogólnokształcących i średnich szkół zawodowych.
Od 1961 wchodził w skład rady wydawniczej, od 1963 był członkiem zespołu redakcyjnego, od 1982 do śmierci w 1990 redaktorem naczelnym pisma Euhemer. Był zastępcą redaktora naczelnego pisma Przegląd Orientalistyczny. Pełnił również funkcję sekretarza Zarządu Głównego Polskiego Towarzystwa Religioznawczego. W latach 1987–1989 był członkiem Rady Naukowej Żydowskiego Instytutu Historycznego.
Należał do PZPR, był członkiem POP na Wydziale Neofilologii UW
Został odznaczony Medalem Komisji Edukacji Narodowej i Krzyżem Kawalerskim Orderu Odrodzenia Polski.